# Србислав Букумировић
Србислав Букумировић ( Сјеница, 1936 — Београд, 3. јул 2015) био је српски информатичар, археолог, мултимедијални продуцент, уредник.
Један од пионира мултимедије у Србији и информатичар од великих заслуга за примену српског језика и ћириличног писма у савременим информационим технологијама у Србији. Активни заступник начела отвореног извора.

## Биографија
Дипломирао је на Филозофском факултету у Београду на групи за археологију 1959. године. Био међу првим последипломцима које је финансирало Министарство за културу. Године 1961. одбранио магистарски рад из области старобалканске историје, а докторирао на Правном факултету у Београду из области информационо-документационо-комуникационих система.
Учествовао на археолошким истраживањима значајних локалитета (Михољска Превлака, Атеница, Медијана , Ђердап...).
Радио у Одбору ССРН Стари град као уредник „Билтена“, затим у Центру за војнонаучну документацију и информације (1963-1980, као руководилац реферата за истраживање, прибављање и примарну обраду докумената). Од 1980. године ради у Савезном заводу за патенте (начелник Центра за патентне информације и решерше), а од 1990. у Народну библиотеку Србије (начелник Центра за научне информације и рефералну делатност). Био директор издавачке продукције предузећа Multimedia Centar group (до 2005).
Био је руководилац радне групе савезних органа за израду „Јединственог система научних и технолошких информација у СФРЈ“ и руководилац групе за израду Система технолошких информација у СФРЈ.
Један је од пионира у продукцији мултимедијалних издања у Србији и председник Југословенског удружења за мултимедију. Уредник CD издања часописа за информационе технологије и мултимедијалне системе ИнфоМ,
Један од оснивача и члан председништва Националног већа за српски језик и писмо. Члан Савета мреже „Пројекта Растко“. Био председник Одбора за писмо Вукове задужбине (до 2005. г.).
Србислав Букумировић је преминуо 3. јула 2015. у Београду, где је и сахрањен 6. јула на Новом гробљу.

## Научно-стручни опус
Објавио је преко стотину радова у домаћим и страним часописима из области информатике као теорије научних информација, из области патената и права индустријске својине, базама података о научним информацијама, мултимедијалним пројектима, као и више десетина публицистичких радова у важнијим листовима у Србији.
Више научних, стручних и публицистичких радова објавио је из области „Интернет и ћирилица: Српски језик, писмо и култура у савременим информационим технологијама“, а био је покретач и председник организационих одбора више научностручних скупова посвећених овој теми.

### Књиге и софтвер
- Увод у информатику, Народна библиотека Србије, 1995. (уџбеник)
- Основи информатике, Бгд., НБС, 2002. године
- Са сарадницима је и аутор примењеног програма за аутоматизацију библиотечког пословања „Библио“ (некада је био инсталиран у преко 200 библиотека у Србији)